# 天野元定
天野 元定（あまの もとさだ）は、戦国時代の武将。毛利氏の家臣。安芸国賀茂郡志芳庄の米山城を本拠とした国人である生城山天野氏の当主。毛利元就の七男である天野元政を養子とした。

## 生涯
安芸国賀茂郡志芳庄の米山城を本拠とした国人・生城山天野氏当主である天野興定の子として生まれる。
天文10年（1541年）に父・興定の後を継いだ兄・隆綱が厳島の戦いの直後の弘治元年（1555年）11月27日に死去。隆綱には嫡男がいなかったため、毛利元就の推挙により弘治2年（1556年）10月に元定が家督を継ぐ。
元定は防長経略に従軍し、弘治2年（1556年）3月14日、周防国玖珂郡桂野において土寇を攻撃し、数人を討ち取って撃破した。また、同年4月19日、周防国都濃郡下松の妙見山における陶軍との戦いで元定は熊谷隆経らと共に奮戦し、敵兵500人余りを討ち取り大勝した。
永禄5年（1562年）7月から始まる元就の出雲遠征に元定も従軍。永禄8年（1565年）の月山富田城の御子守口における戦いでは、突出した毛利輝元の軍を援護するため、天野隆重と共に敢えて軍法を破って先頭へ駆け込み奮戦した。
永禄12年（1569年）5月16日に死去。元定にも嗣子がいなかったため、元定の遺言により、同年6月23日に元就の七男・元政が元定の婿養子として生城山天野氏を相続した。なお、同年閏5月22日に桂元忠が天野氏の家老14名へ天野氏の後継に関する書状を送っている。

## 系譜
- 父：天野興定（1475-1541?）
- 母：玉相院（?-1533） - 天野元貞の娘。天文2年7月14日（1533年8月4日）に死去。法名は「玉相院真光妙如」。
- 正室：明法妙円（?-1560） - 阿曽沼弘秀の娘。永禄3年7月14日（1560年8月5日）に死去。法名は「明法妙円」。
  - 長女：光岳妙秋（?-1606） - 天野元政の正室。
  - 婿養子：天野元政